# Wallers letzter Gang
Wallers letzter Gang ist ein deutscher Film des Bayerischen Rundfunks frei nach Motiven aus dem Roman Die Strecke von Gerhard Köpf. Mit diesem Werk gab Christian Wagner sein Regiedebüt.

## Handlung
Eine Bahnstrecke im Allgäu soll stillgelegt werden. Doch noch immer beginnt für den alten Streckengeher Waller jeder Morgen mit dem Gang entlang der Schienen, der seine Arbeit darstellt. Am letzten Betriebstag, dem Tag vor Wallers (Rolf Illig) Pensionierung, wird der Weg zum Gang durch die Zeit.
Auf seinem Weg zum Endpunkt der Bahn durchlebt er noch einmal die Stationen seines Lebens. Aufgewachsen in den 20er Jahren, folgt wenig später der Abschied von seinem besten Freund Rasch, der im Zweiten Weltkrieg gefallen ist. Nach dem Krieg trifft Waller seine große Liebe Angelika (Crescentia Dünßer), eine Industriellentochter. Bei der Geburt der gemeinsamen Tochter Rosina (Sibylle Canonica) stirbt Angelika im Kindbett. Daraus entwickelt sich ein Rechtsstreit um die uneheliche Tochter.
Waller, als wortkarg und eigenbrötlerisch bekannt, versieht auch am letzten Tag seinen Dienst. Auf Rosinas Angebot, doch ins Leben zurückzukehren, geht er gar nicht ein. So wandert Waller über den derzeitigen Endpunkt der Strecke hinaus, vorbei an abgerissenen Brücken auf dem mit hohem Gras bewachsenen Bahndamm in den Nebel hinein.

## Hintergrund
Der Film wurde hauptsächlich an der Bahnstrecke Kempten–Isny gedreht, welche tatsächlich in den Jahren 1983 bzw. 1984 stillgelegt worden war; kurz nach den Dreharbeiten wurden die Gleisanlagen abgebaut. Darüber hinaus wurden Teile des Films aber auch auf der benachbarten Bahnstrecke Herbertingen–Isny, auf dem Allgäuer Teilabschnitt der Außerfernbahn sowie auf der Bahnstrecke Gessertshausen–Türkheim gedreht. Zu Beginn fährt Waller in einem Triebwagen der Baureihe 627 zur Arbeit. Die beiden Darsteller der Figur Waller lernten vor den Dreharbeiten von einem echten Streckengeher dessen Aufgaben kennen, um die Hauptrolle authentisch nachzuspielen.

## Auszeichnungen (Auswahl)
- Bayerischer Filmpreis (Produzentenpreis): 1988
- Bundesfilmpreis in Silber: 1989
- Bundesfilmpreis in Gold (Kamera): 1989
- Filmbewertungsstelle Wiesbaden: „Besonders wertvoll“